# Nova Chemicals
NOVA Chemicals Corporation — канадская нефтехимическая компания с производственными мощностями в Канаде и США, производитель олефинов. Образована в 1998 году отделением нефтехимического бизнеса NOVA Corporation.

## История
Компания была основана в 1954 году по инициативе Эрнеста Мэннинга, премьера канадской провинции Альберта. Первоначально компания называлась Alberta Gas Trunk Line Company (AGTL) и занималась сбором природного газа на месторождениях провинции и строительством газопроводов. В 1961 году компания была приватизирована. В 1970-х годах AGTL начала развивать нефтехимические подразделение. В 1979 году был куплен контрольный пакет акций крупнейшей канадской нефтегазовой компании Husky Oil. Также в этом году началось строительство крупного этиленового завода в посёлке Джоффре в центральной части провинции Альберта. В 1980 году AGTL сменила название на NOVA Corporation, а в следующем году была создана нефтехимическая дочерняя компания Novacor Chemicals. В 1988 году была куплена базирующаяся в Торонто энергетическая и химическая компания Polysar. В 1989 году деятельность была расширена в США покупкой завода в Мичигане и строительством другого в Алабаме.
В начале 1990-х годов начал сказываться избыток нефтехимических производственных мощностей в Северной Америке, 1991 год NOVA Corporation закончила с убытком 935 млн канадских долларов. В следующем году была продана доля в Husky Oil и закрыто несколько заводов. В 1994 году у DuPont был куплен канадский завод по производству полиэтилена. В 1998 году газотранспортный бизнес NOVA был объединён с компанией TransCanada (TC Energy), а нефтехимическая дочерняя структура NOVA Chemicals стала самостоятельной компанией, и вскоре её штаб-квартира была перенесена в Питтсбург (Пенсильвания, США).
Во время мирового финансового кризиса 2008 года компания оказалась на грани банкротства, и в июле 2009 года она была куплена эмиратской International Petroleum Investment Company (с 2016 года — Mubadala Investment Company), штаб-квартира была возвращена в Канаду.

## Деятельность
Основные производственные центры:
- Джоффре (Альберта, Канада) — крупный нефтехимический комплекс по производству этилена (2,165 млн тонн в год) и полиэтилена.
- Сарния (Онтарио, Канада) — производство полиэтилена (1,3 млн тонн в год).
- Гисмар (Луизиана, США) — произвожство этилена (880 тыс. тонн в год), пропилена и других химикатов.